# Kalendarium powstania warszawskiego – 16 września

## 16 września, sobota
Zrzuty broni lotnictwa sowieckiego na Śródmieście, Mokotów i Żoliborz. Lądowanie na Solcu ok. 300 uzbrojonych żołnierzy. Nie udało się przerzucić większego desantu zza Wisły.

Śródmieście pod ciężkim ogniem artyleryjskim. Zniszczenie bombardowaniem domów na Marszałkowskiej, Koszykowej, Wilczej i Kruczej, także zawalenie się lokalu kina "Hollywood" w którym przetrzymywani byli jeńcy. Od bomb swoich współrodaków zginęło 100 Niemców.
Wycofanie się oddziałów powstańczych z części dolnego Żoliborza, terenów zakładu firmy Opel, pozostając jedynie w jej hali targowej. 
Po ciężkich walkach w nocy z 15 na 16 września oddziały polskie wycofały się z Sielc na Górny Mokotów.
Poległa sanitariuszka Lidia Daniszewska, Jolanta Morońska, żołnierz pułku "Baszta" Bolesław Pawłowicz, harcmistrz podporucznik Jerzy Pepłowski, kapral podchorąży Zbigniew Ocepski, ppor. Tadeusz Schiffers, sierż. Włodzimierz Cegłowski. W rejonie ul. Okrąg na Czerniakowie zginęła sanitariuszka batalionu "Zośka" Alicja Gołod-Gołębiowska i kapitan Wojska Polskiego Eugeniusz Romański pośmiertnie odznaczony Orderem Virtuti Militari i trzykrotnie Krzyżem Walecznych. Ranny odłamkami granatnika w lewą rękę zostaje por. Jan Rodowicz Anoda.